# 九度山駅

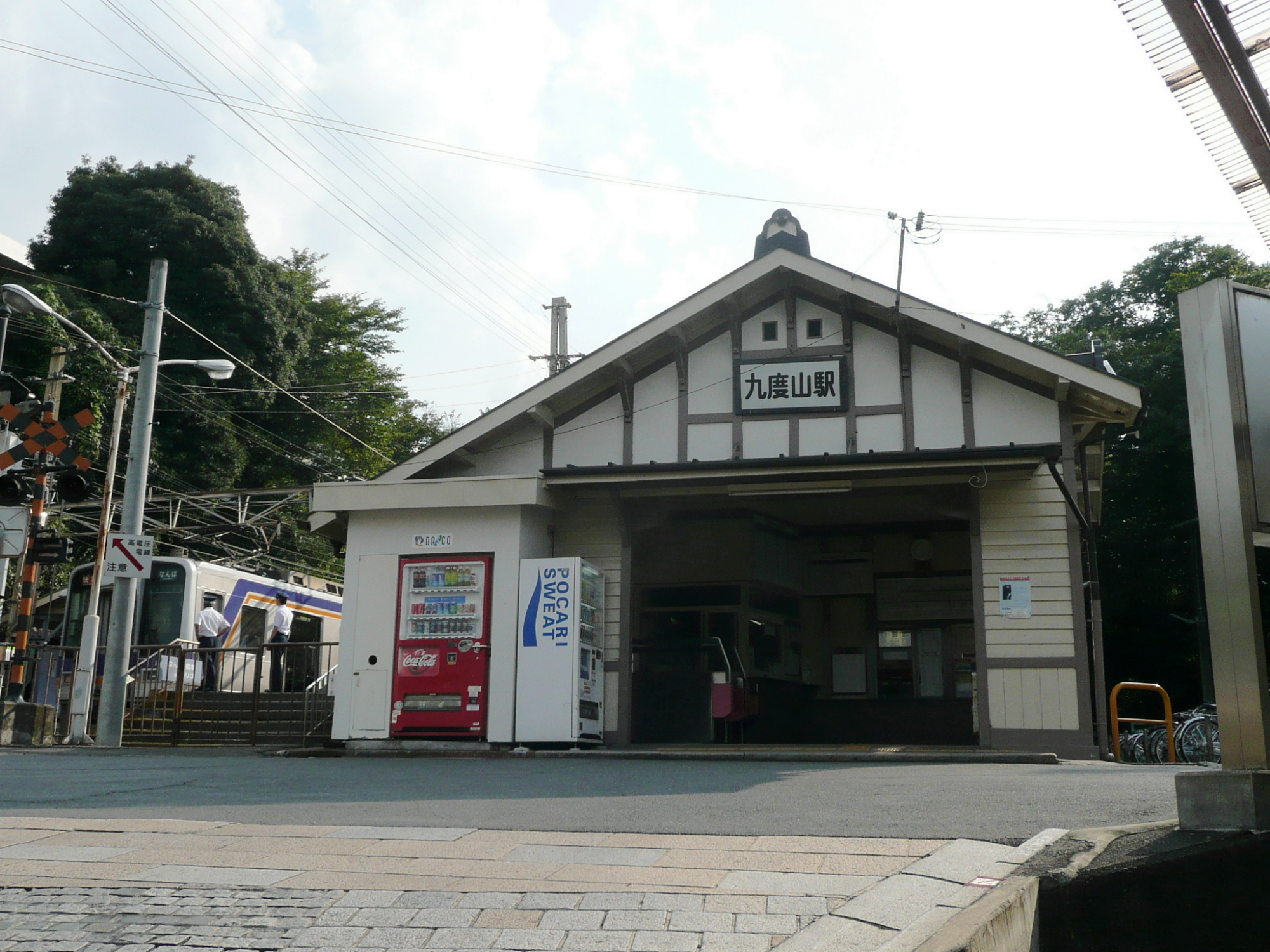
改修前の駅舎（2008年9月）

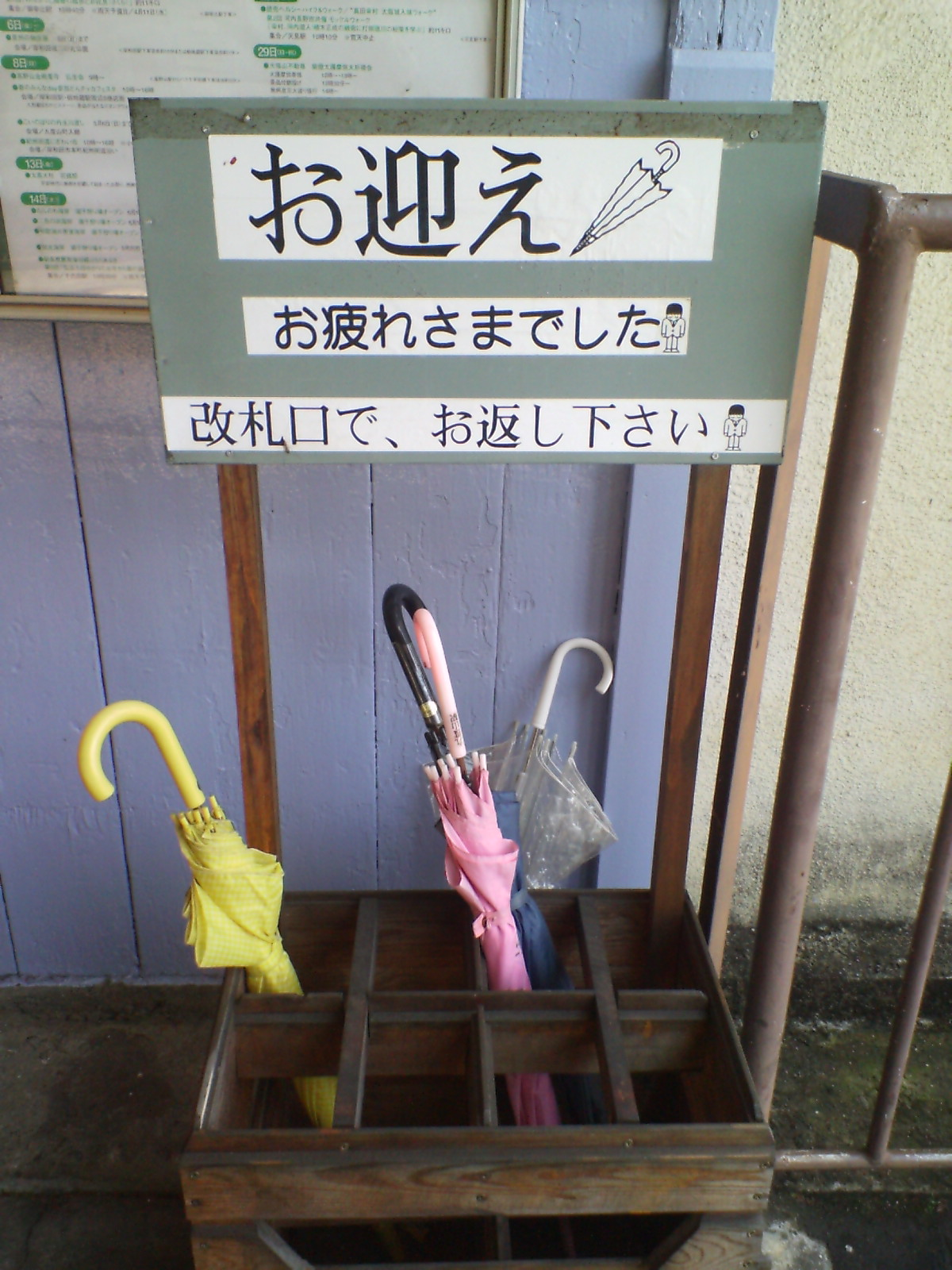
駅舎とホームの連絡用傘（2007年4月）

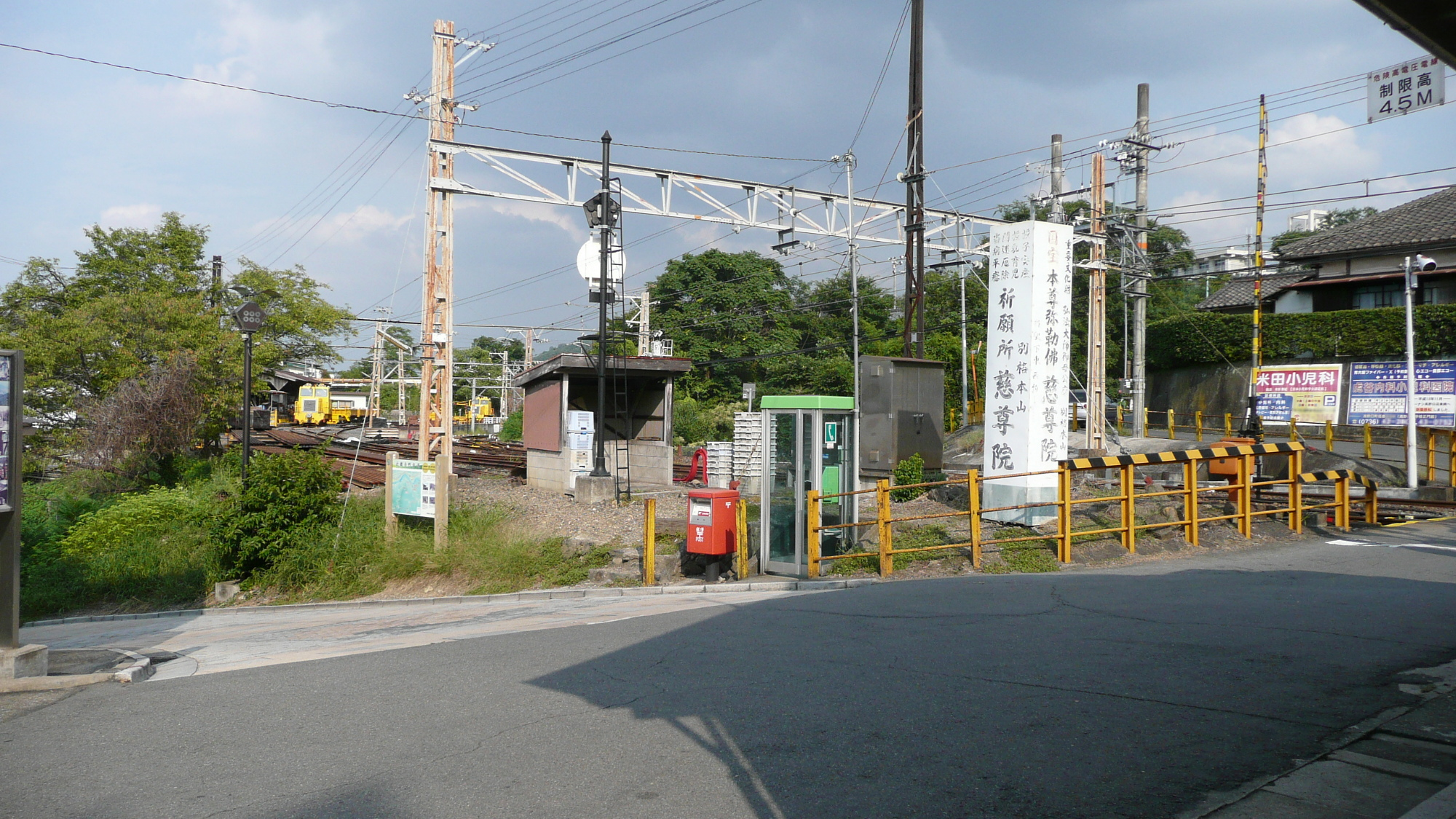
駅前風景

九度山駅（くどやまえき）は、和歌山県伊都郡九度山町にある南海電気鉄道高野線の駅。標高94 m（橋本駅との高低差は+2 m）。駅番号はNK80。高野線はこのあたりから終点極楽橋駅まで本格的な勾配区間となる。

## 歴史
- 1924年（大正13年）12月25日：南海鉄道が学文路駅から延伸した際の新たな終着駅として開業[1]。
- 1925年（大正14年）7月30日：当駅 - 高野山駅（現・高野下駅）延伸により、途中駅となる[2]。
- 1944年（昭和19年）6月1日：会社合併により近畿日本鉄道の駅となる。
- 1947年（昭和22年）6月1日：路線譲渡により南海電気鉄道の駅となる。
- 2009年（平成21年）2月6日：紀伊清水駅、学文路駅、高野下駅、下古沢駅、上古沢駅、紀伊細川駅、紀伊神谷駅、極楽橋駅、高野山駅、紀ノ川橋梁、丹生川橋梁、鋼索線とともに近代化産業遺産（高野山参詣関連遺産）に指定される[3][4]。
- 2012年（平成24年）4月1日：駅ナンバリングが導入され、使用を開始[5][6]。
- 2013年（平成25年）4月1日：終日駅係員無配置化。
- 2019年（令和元年）11月2日：おむすびスタンド「くど」が開業[7]。

## 駅構造

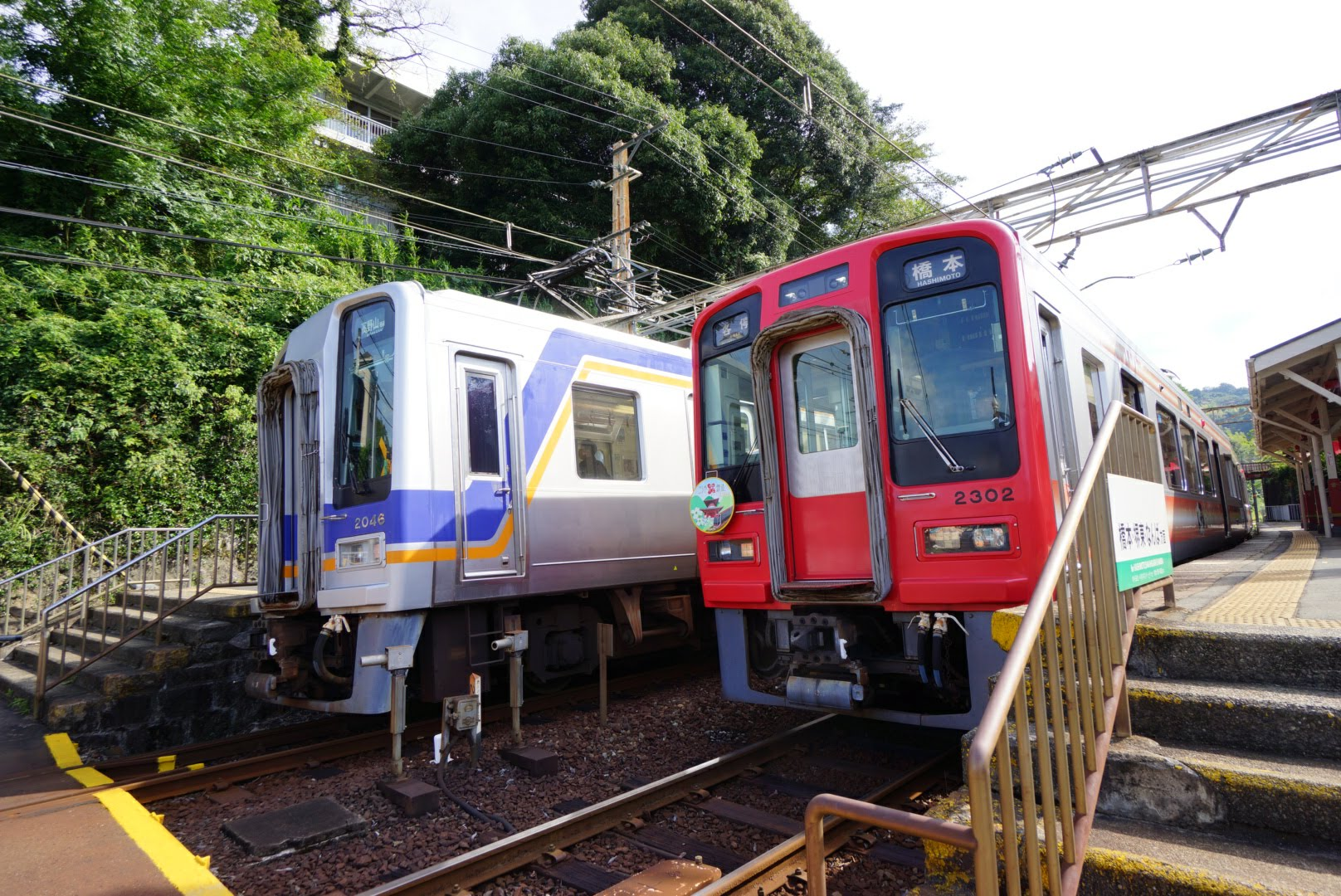
当駅で交換中の各駅停車（2019年8月）

交換設備を備えた相対式2面2線のホームを持つ駅である。ホーム有効長は2扉車4両。駅舎は難波方面ホーム側の難波駅寄りに建てられており、反対側の高野山方面ホームへは構内踏切で連絡している。なお、のりば番号は設定されていない。また、どのホームの待合所へ行く際も一旦屋根のない部分に出なければならないため、雨天時の連絡用に傘が用意されている。
難波駅側には保線基地があり、常時保線車両が留置されている。また、難波駅側にのみ安全側線が設置されている。
自動券売機とPiTaPa・ICOCA対応の自動改札機、のりこし精算機、ICカードの現金積増機（チャージ機）が設置されている。
「こうや花鉄道」プロジェクトの一環として、2009年（平成21年）11月14日、橋本方面ホームに「九度山真田花壇」が設置された。木材には和歌山県で育った紀州材を使い、また、「真田幸村ゆかりの地・九度山」にちなんで、「真田幸村と十勇士」のイラストが配された。これに併せて、当駅の駅名標も「こうや花鉄道」独自のものに更新された。2015年11月には、2016年のNHK大河ドラマ『真田丸』放映にあわせて、真田家の家紋「六文銭」の陣幕や暖簾が飾られるなど駅舎が真田仕様に改装された。

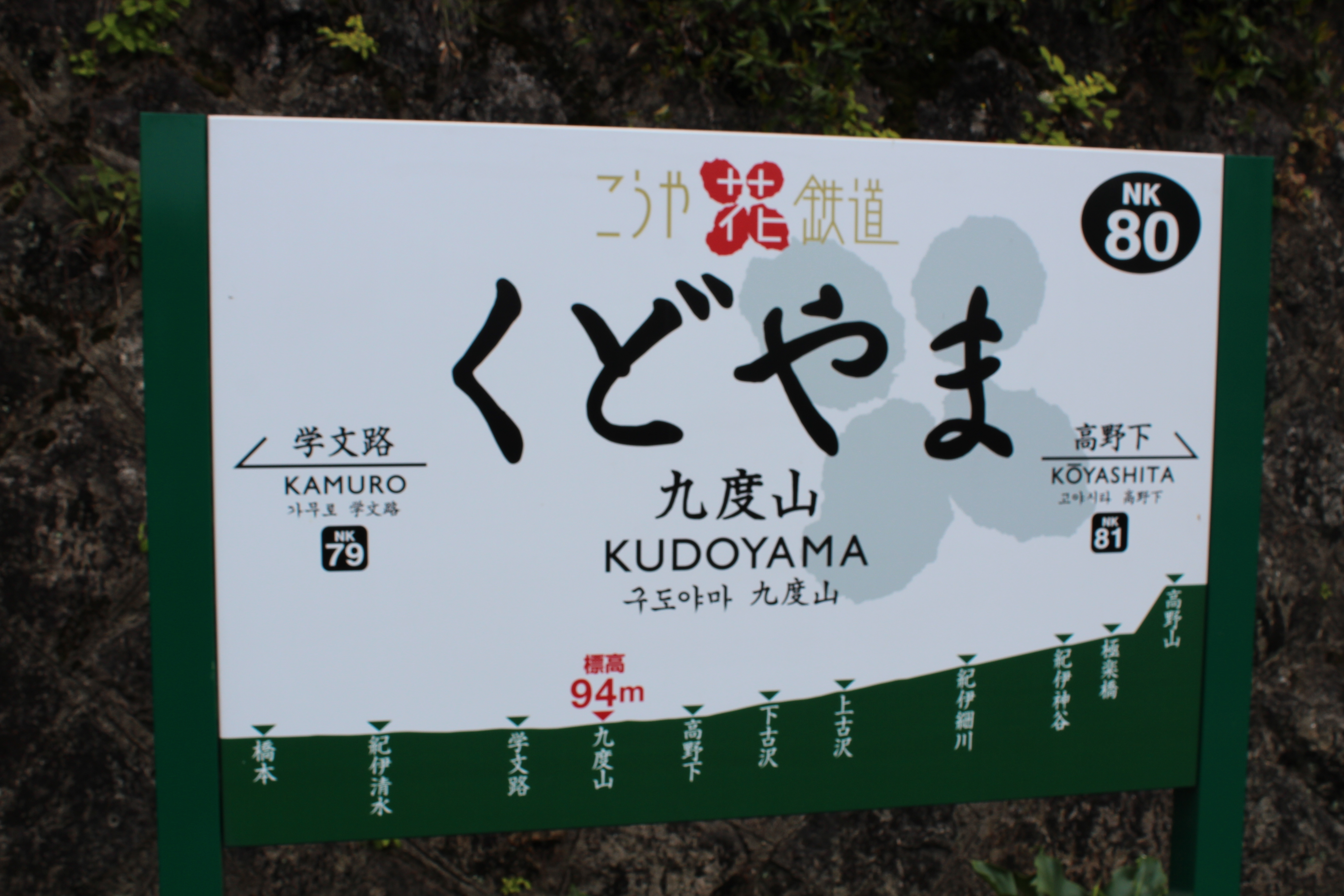
駅名標

### のりば
| のりば | 路線   | 方向 | 行先       |
| ------ | ------ | ---- | ---------- |
| 1      | 高野線 | 下り | 高野山方面 |
| 2      | 高野線 | 上り | なんば方面 |

※実際には構内に上記ののりば番号表記はないが、スマートフォン向けアプリ「南海アプリ」では、下りが1番のりば、上りが2番のりばとされている。駅舎側が2番のりばである。

## 利用状況
2024年（令和6年）度の1日平均乗降人員は443人で、南海の駅（100駅）では81位である。
各年度の1日平均乗降人員数は下表のとおり。
| 年度               | 1日平均 乗降人員 | 順位 | 出典                    |
| ------------------ | ---------------- | ---- | ----------------------- |
| 1980年（昭和55年） | 2,596            | -    | [ 県統計 1 ]            |
| 1985年（昭和60年） | 2,742            | -    | [ 県統計 1 ]            |
| 1990年（平成02年） | 2,622            | -    | [ 県統計 1 ]            |
| 1995年（平成07年） | 2,243            | -    | [ 県統計 1 ]            |
| 2000年（平成12年） | 1,621            | -    | [ 県統計 1 ]            |
| 2001年（平成13年） | 1,450            | -    | [ 県統計 1 ]            |
| 2002年（平成14年） | 1,401            | -    | [ 県統計 1 ]            |
| 2003年（平成15年） | 1,355            | -    | [ 県統計 1 ]            |
| 2004年（平成16年） | 1,251            | 74位 | [ 県統計 1 ]            |
| 2005年（平成17年） | 1,127            | -    | [ 県統計 1 ]            |
| 2006年（平成18年） | 1,037            | -    | [ 県統計 1 ]            |
| 2007年（平成19年） | 938              | -    | [ 県統計 1 ]            |
| 2008年（平成20年） | 883              | -    | [ 県統計 1 ]            |
| 2009年（平成21年） | 828              | -    | [ 県統計 1 ]            |
| 2010年（平成22年） | 771              | -    | [ 県統計 1 ]            |
| 2011年（平成23年） | 723              | 76位 | [ 県統計 1 ]            |
| 2012年（平成24年） | 707              | 77位 | [ 県統計 1 ]            |
| 2013年（平成25年） | 694              | 78位 | [ 県統計 1 ]            |
| 2014年（平成26年） | 659              | 80位 | [ 県統計 1 ]            |
| 2015年（平成27年） | 693              | 80位 | [ 県統計 1 ]            |
| 2016年（平成28年） | 909              | 75位 | [ 県統計 1 ]            |
| 2017年（平成29年） | 618              | 80位 | [ 県統計 1 ]            |
| 2018年（平成30年） | 579              | 81位 | [ 南海 2 ] [ 県統計 1 ] |
| 2019年（令和元年） | 566              | 81位 | [ 南海 2 ] [ 県統計 1 ] |
| 2020年（令和02年） | 417              | 82位 | [ 南海 2 ] [ 県統計 1 ] |
| 2021年（令和03年） | 427              | 81位 | [ 南海 3 ]              |
| 2022年（令和04年） | 453              | 79位 | [ 南海 4 ]              |
| 2023年（令和05年） | 441              | 79位 | [ 南海 4 ]              |
| 2024年（令和06年） | 443              | 81位 | [ 南海 1 ]              |

## 駅周辺
九度山町役場が西方にある。
- 九度山郵便局
- 九度山町立九度山中学校
- 九度山町立九度山小学校
- 真田庵
- 慈尊院
- 高野山町石道
- 槇尾道
- 槇尾山明神社
- 紙遊苑 - かつて町内で作られていた高野紙の体験資料館。高野紙は、2014年にユネスコの無形文化遺産に登録された埼玉県の細川紙（小川和紙）の起源とされる。

※JR西日本和歌山線の高野口駅は北へ約3km。

## 隣の駅
南海電気鉄道
 高野線
■観光列車「天空」
学文路駅 (NK79) - 九度山駅 (NK80) - 極楽橋駅 (NK86)
■快速急行（高野山方面のみ運転）・■急行・■各停
学文路駅 (NK79) - 九度山駅 (NK80) - 高野下駅 (NK81)
- 橋本駅 - 極楽橋駅間で運転される全車自由席の臨時特急も停車する。停車駅は「天空」のものに準ずる。

#### 本文中の出典
1. 1 2  南海電気鉄道株式会社 (2021年8月). “2021 HAND BOOK NANKAI”. p. 68-69. 2021年8月14日閲覧。
2. ↑  『地方鉄道運輸開始、官報第3889号（1925年8月10日）』 - 国立国会図書館デジタルコレクション
3. ↑  「近代化産業遺産群 続33」を選定しました（2009年7月17日アーカイブ） - 国立国会図書館Web Archiving Project、2021年8月14日閲覧
4. ↑  都道府県別認定遺産リスト（2009年7月17日アーカイブ） - 国立国会図書館Web Archiving Project、2021年8月14日閲覧
5. ↑  “南海 駅ナンバリング 導入”. 鉄道コム (2012年2月27日). 2023年2月13日時点のオリジナルよりアーカイブ。2023年2月13日閲覧。
6. ↑  “南海電鉄全駅に「駅ナンバリング」を導入します”.   南海電鉄. 2021年10月28日時点のオリジナルよりアーカイブ。2023年2月13日閲覧。
7. ↑  “九度山駅 おむすびスタンド「くど」について”.   南海電鉄. 2019年10月20日閲覧。
8. ↑  高野線・九度山駅に「九度山真田花壇」を設置 (PDF)  - 南海電気鉄道、2009年11月11日
9. ↑  和歌山）九度山駅、「真田」仕様に改装 - ウェイバックマシン（2016年2月1日アーカイブ分）、2021年8月14日閲覧
10. ↑  『九度山駅の真田装飾が11月14日（土）に完成! 来年1月24日（日）からは土休日などに赤備え仕様のバスを運行』（PDF）（プレスリリース）南海電気鉄道／和歌山県九度山町、2015年11月9日。オリジナルの2016年2月3日時点におけるアーカイブ。2020年12月26日閲覧。
11. ↑  “九度山駅 立体構内図”.   南海電気鉄道. 2023年6月11日閲覧。

#### 利用状況の出典
和歌山県公共交通機関等資料集
1. 1 2 3 4 5 6 7 8 9 10 11 12 13 14 15 16 17 18 19 20 21 22 23 24 25  “令和元年度和歌山県公共交通機関等資料集” (PDF).   和歌山県企画部地域振興局総合交通政策課. 2021年2月5日時点のオリジナルよりアーカイブ。2021年8月14日閲覧。

南海電気鉄道の1日平均利用客数
1. 1 2 3 4  南海電気鉄道株式会社 (2025年7月). “2025 HAND BOOK NANKAI”. p. 35. 2025年8月8日閲覧。
2. 1 2 3  南海電気鉄道株式会社 (2021年8月). “2021 HAND BOOK NANKAI” (pdf). p. 77. 2022年11月19日時点のオリジナルよりアーカイブ。2022年11月19日閲覧。
3. ↑  南海電気鉄道株式会社 (2022年8月). “2022 HAND BOOK NANKAI”. p. 77. 2022年10月14日時点のオリジナルよりアーカイブ。2022年11月19日閲覧。
4. 1 2  南海電気鉄道株式会社 (2024年7月). “2024 HAND BOOK NANKAI”. p. 57. 2024年9月7日閲覧。